# Eugenia ruscifolia
Eugenia ruscifolia är en myrtenväxtart som beskrevs av Jean Louis Marie Poiret. Eugenia ruscifolia ingår i släktet Eugenia och familjen myrtenväxter. Inga underarter finns listade i Catalogue of Life.